# اچ‌ام‌اس بلکوال (۱۶۹۶)
اچ‌ام‌اس بلکوال (۱۶۹۶) (به انگلیسی: HMS Blackwall (1696)) یک کشتی است که طول آن ۱۳۱ فوت ۱٫۵ اینچ (۴۰٫۰ متر) می‌باشد.